# Parkia korom
Parkia korom là một loài thực vật có hoa thuộc họ đậu, Fabaceae, là loài đặc hữu của Micronesia.